# Vierme

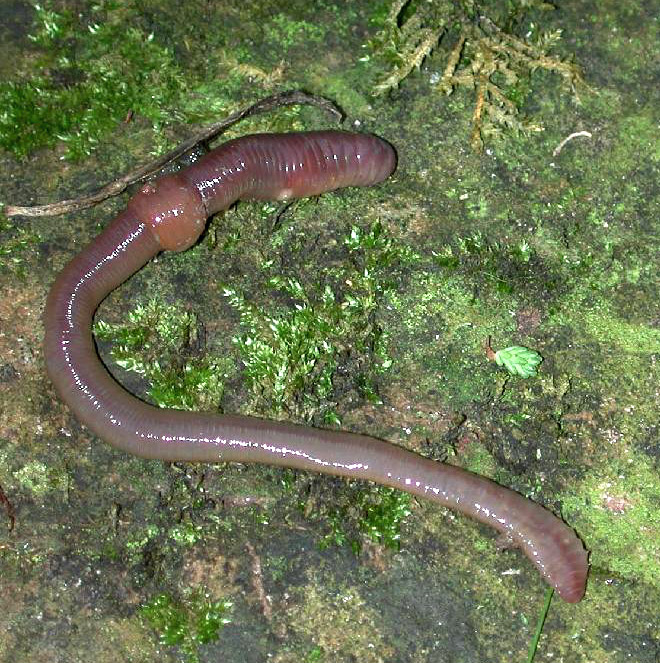
Râmă (Lumbricus terrestris)

Viermii sunt animale nevertebrate inferioare, mai evoluate decât celenteratele, lipsite de picioare, care au corpul moale, lunguieț, cu piele lucioasă, ale căror medii de trai sunt cel subteran și cel acvatic. De asemenea, mulți viermi sunt paraziți, ale căror gazde sunt plantele și animalele. Viermii cad  deseori pradă păsărilor insectivore, dar și a unor lipitori. Sunt folosiți uneori ca momeală pentru pești. Nu sunt dăunători, deci nu reprezintă un stres pentru oameni. 
Caractere generale ale viermilor:
- sunt metazoare tridermice, cu simetrie bilaterala, la care apare mezodermul;
- majoritatea se deplaseaza prin tarare;
- sunt forme libere (traiesc de obicei in mediul umed) si forme parazite

## Clasificarea
Viermii sunt grupați în corespundere cu structura corpului în trei încrengături: Viermi plați, Viermi cilindrici și viermi inelați.
Principalele clase de viermi sunt: 
- Acanthocephala
- Annelida (viermi inelați)
- Chaetognatha
- Gnathostomulida
- Nematoda (viermi cilindrici)
- Nematomorpha
- Nemertea
- Onychophora
- Platyhelminthes (viermi lați)
- Sipuncula

### Viermi plați (Platyhelminthes)
Tenia este un vierme plat parazit, care se dezvoltă în corpul a două gazde: omul, gazda principală în intestinul căruia trăiește și produce ouă, și porcul sau vitele cornute mari, gazde intermediare în care se dezvoltă larvele.
Corpul ei are o lungime de 4-6 metri, fiind segmentat și având culoarea albă. La capătul anterior se găsește o umflătură numita scolex pe care se află 4 ventuze și o coroană dubla de cârlige cu care se prinde de peretii intestinului. Între scolex și corp se află gâtul. În ultimele segmente se formeaza în jur de 150.000 de ouă care sunt eliminate în mediul extern cu fecalele. De aici ele împreună cu iarba sau apa pătrund în stomacul animalelor, unde se dezvoltă în larve. Din stomac larvele trec în sînge care le transportă în mușchi unde se transformă în cistireci - vezicule de mărimea bobului de mazăre care conțin capul și un gât scurt al teniei
Omul se poate infecta cu tenie dacă consumă carne, care n-a fost suficient prelucrată termic (fiartă sau prăjită), cu cisticerci viabili. Dacă cisticercii ajung în intestinul omului din ei se dezvoltă viermele matur.
Tenia, în urma metabolismului propriu, excretă în organismul gazdei substanțe toxice, care dereglează funcțiile intestinului și provoacă intoxicarea gazdei.
Viermele-de-galbează are aspectul unei semințe de dovleac, atingând o lungime 3-4 centimetri și având culoare alb-gălbuie. El parazitează ficatul oilor, provocând boala numita galbează. Datorită vieții de parazit la el nu sunt prezente aparatul circulator și cel respirator, având în schimb un aparat gastro-vascular, care ține locul aparatelui digestiv și circulator. Mai posedă un orificiu buco-anal și cordoane ramificate. Sistemul nervos este reprezentat de niște aglomerari de ganglioni, fiind de tip ganglionar. Reproducerea este sexuată, la fel ca cea a teniei.

### Viermi cilindrici (Nematoda)
Ascarida, numită popular limbric, este un vierme cilindric parazit de culoarea alb-galbuie și are o lungime de circa 15-20 centimetri. Orificiul bucal se află la capătul anterior, iar cel anal se afla la capătul posterior. Femela depune circa 200.000 de oua zilnic în intestinul omului sau al altor animale. Ele sunt eliminate cu excrementele gazdei. Ouale ajungâng in corpul omului sanătos și se transforma în larve, provocând ascaridioza.

### Viermi inelați (Annelida)
Majoritatea viermilor inelați au corpul cilindric, segmentat în inele numite metamere. Numărul segmentelor în funcție de specie ajunge până la 800. Pe fiecare metamer se află niște perișori mici și elastici, numiți cheți, care servesc la fixarea corpului de substrat.Corpul viermilor inelați este cilindric, slab sau turtit dorso-ventral, cu lungimea între 0,2 mm și 3 m. Culoarea corpului variază de la alb sau brun întunecat pînă la verde sau roșu.Organele interne ale viermilor inelați se află în cavitatea corpului propriu-zisă, care este împărțită în camere prin pereți transversali (septe). Fiecare cameră internă corespunde unui metamer.
Viermii inelați pot fi semiparaziți (lipitorile) sau neparaziți (râma).
Râma are corpul acoperit cu o piele subtire, umeda, si bogat vascularizata, masurand 15-25 centimetri lungime. Orificiul bucal se afla la capatul anterior, iar cel anal se afla la capatul posterior. Corpul este format din inele, de aici si numele de inelati. Inelelor circulare le corespund pereti despartitori.Ea se poate regenera. Ventral,rama are cate 4 perechi de peri scurti si aspri,numiti cheti. Râma se hraneste cu substante organice din sol, eliminandu-le prin orificiul anal. Nu are aparat respirator. Respira prin piele. Vasele de sange sunt reprezentate de vasul dorsal si cel ventral, cate unul pentru fiecare inel, sangele este rosu, dar nu prezinta inima. Sistemul nervos este ganglionar, ventral si scalariform. Ganglionii dintr-un inel sunt legati cu ganglionii din celelalte inele. Rama este hermafrodita.Organele de inmultire se afla in treimea anterioara a corpului. Indivizii pot face schimb de organe sexuale. Ouale sunt depuse intr-un cocon. Din oua ies rame mici.
Lipitorile sunt viermi inelați, majoritatea paraziți, care se hrănec cu sângele animalelor superioare, dar există și lipitori libere care se hrănesc cu larve și râme. Majoritatea speciilor trăiesc în lacuri și ape curgătoare. Lipitorile parazite au câte o ventuză cu care se fixează de corpul victimei. Cavitatea bucala prezinta o ventuza bucala cu 3 falci chitinoase care au forma literei Y. O lipitoare poate suge până la 32 grame de sânge, ce nu e coagulează un timp îndelungat, deoarece glandele intestinale ale acestei animale secretă o substanță anticoagulantă, numită hirudină. Ea este utilizată în medicină (în pecial specia Hirudo medicinalis).

### Alți viermi paraziți
Oxiurul trăiește în intestinul gros. Ei sunt mici de vreo 5-12 milimetri și au culoare alba. Noaptea femelele ies in jurul orificiului anal și depun oua determinand mancarime. Având mâinile murdare, ouale pot ajunge in corp și provoca oxiuraza.
Trichinele au o lungime de 3-4 milimetri. De obicei ei se află în mușchii șobolanului și ajung la porc dacă aceștia manâncă șobolani. În cazul în care carnea de porc nu este controlata și omul o manâncă, larvele ajung în corp și provoaca trichineloza. 